# Flörsheim am Main
Flörsheim am Main is een plaats in de Duitse deelstaat Hessen, gelegen in de Main-Taunus-Kreis. De stad telt 21.695 inwoners.

## Geografie
Flörsheim am Main heeft een oppervlakte van 22,95 km² en ligt in het centrum van Duitsland, iets ten westen van het geografisch middelpunt.
Bad Soden am Taunus · Eppstein · Eschborn · Flörsheim am Main · Hattersheim am Main · Hochheim am Main · Hofheim am Taunus · Kelkheim · Kriftel · Liederbach am Taunus · Schwalbach am Taunus · Sulzbach